# Mr. Mercedes (boek)
Mr. Mercedes is een boek van de Amerikaanse schrijver Stephen King uit 2014. Mr. Mercedes is het eerste boek uit de 'Bill Hodges-trilogie' en won in 2015 de Edgar Allan Poe Award in de categorie 'Beste roman'.

## Plot
In een rustig Amerikaans stadje staat een grote groep werklozen te wachten bij het conventiecentrum van de stad, waar binnen enkele uren een grote jobbeurs van start gaat. Maar net wanneer de massa op zijn grootst is, rijdt een meedogenloze moordenaar met een Mercedes de wachtende massa in. 
De politie doet haar uiterste best om de moordenaar te vinden, maar deze heeft zijn uiterste best gedaan om geen bewijzen na te laten die naar zijn echte identiteit, Brady Hartsfield, zullen leiden. 
Na enkele jaren krijgt de gepensioneerde Bill Hodges, een van de voormalige onderzoekers naar de 'Mercedes-moordenaar', een brief, waarin de schrijver verklaart de 'Mercedes-moordenaar' te zijn, en 'niet' te verlangen naar een nieuwe slachtpartij. Na lang nadenken besluit Bill Hodges toch om op onderzoek uit te gaan en de 'Mercedes-moordenaar' te vinden, vooraleer hij misschien opnieuw kan toeslaan.

## Vervolg
In 2015 verscheen Finders Keepers, vertaald als De eerlijke vinder, het tweede boek in de Bill Hodges-trilogie.
In 2016 verscheen End of Watch, vertaald als Wisseling van de wacht, het derde boek in de Bill Hodges-trilogie.

## Adaptatie
In januari 2015 werd door Sonar Entertainment bekendgemaakt dat ze werkten aan een 10-delige televisie-adaptatie van het boek. Op 25 mei 2016 werd bekendgemaakt dat Brendan Gleeson gecast was voor de rol van Bill Hodges. Op 30 januari 2017 maakte de producenten bekend dat de opnames weldra van start zouden gaan, en dat de reeks in het najaar van 2017 in première moet gaat op de televisiezender Audience.